# Thaia reeneni
Thaia reeneni är en insektsart som först beskrevs av Irena Dworakowska 1974.  Thaia reeneni ingår i släktet Thaia och familjen dvärgstritar. Inga underarter finns listade i Catalogue of Life.